# ×Crepidiastrixeris
× Crepidiastrixeris là một chi thực vật có hoa trong họ Cúc (Asteraceae).

## Loài
Chi × Crepidiastrixeris gồm các loài: